# Liste de châteaux et manoirs de la Manche
Cet article recense de manière non exhaustive les châteaux (de défense ou d'agrément), maisons fortes, mottes castrales, manoirs, situés dans le département français de la Manche en région Normandie. Il est fait état des inscriptions et classements au titre des monuments historiques.

## Liste
| Icône            | Signification    | Abréviations             | Abréviations                  | Abréviations             | Abréviations           |
| ---------------- | ---------------- | ------------------------ | ----------------------------- | ------------------------ | ---------------------- |
| Château fort     | Château fort     | = Bastide                | = Ferme fortifiée             | = Maison forte           | = (Néo-)Palladianisme  |
| Renaissance      | Renaissance      | = Château gascon         | = Folie (montpelliéraine)     | = Manoir, Gentilhommière | = Résidence épiscopale |
| Domaine viticole | Domaine viticole | = Classicisme, classique | = Forteresse, fort(ification) | = Maison (noble)         | = Style Beaux-Arts     |
| Palais           | Palais           | = Commanderie            | = Gothique (flamboyant)       | = Néo-baroque            | = Style Second Empire  |
| Ruine ou disparu | Ruine, disparu   | = Château pinardier      | = Hôtel particulier           | = Néo-classique          | = Style italianisant   |
|                  |                  | = Demeure seigneuriale   | ... = Style Louis XII...XVI   | = Néo-gothique           | = Style troubadour     |
|                  |                  | = Éclectisme             | = Logis (seigneurial)         | = Néo-Renaissance        | = Villa (de Nice)      |
| Baroque, rococo  | Baroque, rococo  | = Édifice religieux      | = Motte castrale/féodale      | = Pavillon de chasse     | = Styles du XXe siècle |

| Type                                      | Château                                              | Commune                               | Protection                                                                           | Notes                                                                                  | Coordonnées                 | Illustration |
| ----------------------------------------- | ---------------------------------------------------- | ------------------------------------- | ------------------------------------------------------------------------------------ | -------------------------------------------------------------------------------------- | --------------------------- | ------------ |
| Maison forte · Renaissance                | Manoir de l'Abbaye                                   | Sainte-Geneviève                      |                                                                                      | XVIe siècle                                                                            | 49° 39′ 25″ N, 1° 18′ 48″ O |              |
| Château fort                              | Château d'Amfreville                                 | Picauville                            | Inscrit MH (1965) · Notice no PA00110319 · Notice no IA00001099                      | Château fort primitif du XIe siècle, remplacé au XIVe siècle par une demeure fortifiée | 49° 24′ 55″ N, 1° 23′ 03″ O |              |
| Renaissance                               | Château de l'Angotière                               | Domjean                               | Classé MH (1969) · Notice no PA00110391                                              | XVIe siècle                                                                            | 49° 00′ 00″ N, 1° 03′ 25″ O |              |
| Maison (noble)                            | Maison d'Anneville                                   | Anneville-en-Saire                    | Inscrit MH (1975) · Notice no PA00110320                                             | XVIIe et XVIIIe siècles                                                                | 49° 38′ 01″ N, 1° 17′ 19″ O |              |
| Manoir, gentilhommière                    | Manoir d'Argences                                    | Saussey                               | Inscrit MH (2001) · Notice no PA50000021 · Jardin remarquable · Notice no JAR0000257 | XVIIe siècle                                                                           | 49° 01′ 03″ N, 1° 26′ 52″ O |              |
| Manoir, gentilhommière                    | Manoir d'Artilly                                     | Sainte-Mère-Église                    | Notice no IA00001118                                                                 | XVIe siècle                                                                            | 49° 25′ 39″ N, 1° 17′ 22″ O |              |
| Manoir, gentilhommière                    | Manoir d'Arville                                     | Sainte-Geneviève                      | Inscrit MH (1981) · Notice no PA00110567                                             | fin XVIe siècle                                                                        | 49° 39′ 57″ N, 1° 18′ 11″ O |              |
| Maison forte                              | Château d'Auberville                                 | Joganville                            |                                                                                      | XVIe siècle                                                                            | 49° 28′ 21″ N, 1° 21′ 26″ O |              |
| Style Louis XV                            | Château d'Aumeville                                  | Aumeville-Lestre                      |                                                                                      | XVIIIe siècle                                                                          | 49° 32′ 24″ N, 1° 19′ 09″ O |              |
| Manoir, gentilhommière                    | Château d'Auvers                                     | Auvers                                | Inscrit MH (1972) · Notice no PA00110322                                             |                                                                                        | 49° 18′ 00″ N, 1° 19′ 20″ O |              |
| Château fort · Ruine ou disparu           | Château d'Avranches                                  | Avranches                             |                                                                                      | milieu Xe siècle                                                                       | 48° 41′ 14″ N, 1° 21′ 41″ O |              |
| Manoir, gentilhommière                    | Manoir de la Barguignerie                            | Saint-Christophe-du-Foc               | Inscrit MH (1994) · Notice no PA00132690                                             | XVIe siècle                                                                            | 49° 33′ 20″ N, 1° 44′ 28″ O |              |
| Manoir, gentilhommière                    | Manoir de Barneville                                 | Barneville-Carteret                   |                                                                                      |                                                                                        |                             |              |
| Maison forte                              | Maison forte de La Baronnie                          | Colomby                               |                                                                                      | XVe siècle                                                                             | 49° 28′ 01″ N, 1° 29′ 20″ O |              |
| Manoir, gentilhommière                    | Manoir de Barville                                   | Le Mesnil-au-Val                      | Classé MH (1987) · Notice no PA00110452                                              | XVIe siècle                                                                            | 49° 35′ 56″ N, 1° 31′ 33″ O |              |
| Manoir, gentilhommière                    | Le Bas-Manoir                                        | Fierville-les-Mines                   |                                                                                      | XVIe siècle                                                                            | 49° 23′ 36″ N, 1° 39′ 26″ O |              |
| Manoir, gentilhommière                    | Manoir de La Basfeuille                              | Yvetot-Bocage                         |                                                                                      | XIIIe siècle                                                                           |                             |              |
| Manoir, gentilhommière                    | Manoir de Basmaresq                                  | Périers                               | Notice no IA50001209                                                                 | XVIIe – XIXe siècle                                                                    | 49° 11′ 42″ N, 1° 24′ 36″ O |              |
| Château fort · Ruine ou disparu           | La Bastille                                          | Beuzeville-la-Bastille                | Notice no IA00001122                                                                 | XIVe siècle, détruit                                                                   | 49° 21′ 32″ N, 1° 22′ 10″ O |              |
|                                           | Château de Beaulieu                                  | Saint-Sauveur-le-Vicomte              |                                                                                      |                                                                                        |                             |              |
| Hôtel particulier                         | Hôtel de Beaumont                                    | Valognes                              | Inscrit MH (1927) · Classé MH (1979) · Notice no PA00110629                          | XVIIIe siècle                                                                          |                             |              |
|                                           | Château du Bel Esnault                               | Carentan-les-Marais                   | Inscrit MH (2010) · Notice no PA50000072                                             | XVIIe siècle                                                                           | 49° 20′ 00″ N, 1° 15′ 16″ O |              |
|                                           | Manoir de Belaunay                                   | Tamerville                            |                                                                                      | XVIe siècle                                                                            | 49° 32′ 04″ N, 1° 26′ 46″ O |              |
| Manoir, gentilhommière                    | Château de Bellanville                               | Vicq-sur-Mer                          |                                                                                      | XVIIIe siècle                                                                          | 49° 40′ 59″ N, 1° 25′ 02″ O |              |
|                                           | Château de Bernaville                                | Picauville                            | Notice no IA00001208                                                                 | XIXe siècle                                                                            | 49° 23′ 22″ N, 1° 24′ 16″ O |              |
| Manoir, gentilhommière                    | Manoir de Blainville                                 | Sainte-Marie-du-Mont                  | Notice no IA00001239                                                                 | XVIIe et XVIIIe siècles XIXe siècle                                                    | 49° 22′ 44″ N, 1° 14′ 35″ O |              |
| Manoir, gentilhommière                    | La Boissaie                                          | Saint-Martin-d'Audouville             |                                                                                      | fin XVIe siècle                                                                        | 49° 31′ 52″ N, 1° 22′ 28″ O |              |
| Manoir, gentilhommière                    | Manoir de Bosdel                                     | Saint-Lô                              | Inscrit MH (1946) · Notice no PA00110585                                             | XVIe siècle                                                                            | 49° 06′ 30″ N, 1° 06′ 41″ O |              |
|                                           | Château de Boucéel                                   | Saint-James                           | Inscrit MH (1986) · Notice no PA00110638                                             |                                                                                        | 48° 33′ 57″ N, 1° 21′ 57″ O |              |
|                                           | Château de la Boulaye                                | Cerisy-la-Forêt                       | Notice no IA50000241                                                                 | XVIIe siècle                                                                           | 49° 10′ 39″ N, 0° 56′ 12″ O |              |
| Manoir, gentilhommière                    | Boutron                                              | Brillevast                            |                                                                                      | XVIIe siècle                                                                           |                             |              |
| Maison forte                              | Manoir de Bouttemont                                 | Saint-Nicolas-de-Pierrepont           |                                                                                      | XVIe siècle                                                                            | 49° 19′ 36″ N, 1° 35′ 10″ O |              |
| Manoir, gentilhommière                    | Manoir de Brecourt                                   | Sainte-Marie-du-Mont                  | Notice no IA00001240                                                                 | XVIIe et XVIIIe siècles                                                                | 49° 23′ 18″ N, 1° 13′ 37″ O |              |
| Manoir, gentilhommière                    | Manoir des Bréholles                                 | Saint-Sauveur-le-Vicomte              |                                                                                      | XVIe siècle                                                                            | 49° 21′ 38″ N, 1° 31′ 50″ O |              |
|                                           | Château de la Bretonnière                            | Golleville                            | Inscrit MH (2010) · Notice no PA50000067                                             | fin XVIIe ou début XVIIIe siècle                                                       | 49° 26′ 10″ N, 1° 30′ 07″ O |              |
| Maison forte                              | Manoir du Breuil                                     | Colomby                               |                                                                                      | début XVIe siècle                                                                      | 49° 27′ 18″ N, 1° 29′ 49″ O |              |
| Château fort · Ruine ou disparu           | Château de Bricquebec                                | Bricquebec                            | Classé MH (1840) · Notice no PA00110344 · Notice no IA50000051                       | Xe siècle ?                                                                            | 49° 28′ 14″ N, 1° 37′ 57″ O |              |
| Maison forte                              | Grande Maison de Bricquebosq                         | Bricquebosq                           | Inscrit MH (1982) · Classé MH (1982) · Notice no PA00110346                          | fin XVe siècle ou début XVIe siècle                                                    | 49° 32′ 36″ N, 1° 43′ 46″ O |              |
| Manoir, gentilhommière                    | Manoir de Bricqueboscq                               | Vesly                                 | Inscrit MH (2001) · Notice no PA50000022                                             | XVIe siècle                                                                            | 49° 13′ 54″ N, 1° 29′ 04″ O |              |
| Manoir, gentilhommière                    | Briquehoulle                                         | Colomby                               |                                                                                      | XVIIe siècle                                                                           | 49° 27′ 01″ N, 1° 28′ 18″ O |              |
| Manoir, gentilhommière                    | Manoir de Brion                                      | Dragey-Ronthon                        |                                                                                      | XIIe siècle (Prieuré)                                                                  | 48° 41′ 47″ N, 1° 29′ 36″ O |              |
|                                           | Château de la Brisette                               | Saint-Germain-de-Tournebut            | Inscrit MH (1975) · Notice no PA00110568                                             | XVIIIe siècle                                                                          | 49° 32′ 18″ N, 1° 24′ 34″ O |              |
| Château fort · Ruine ou disparu           | Château de Brix                                      | Brix                                  |                                                                                      | XIe siècle                                                                             | 49° 32′ 46″ N, 1° 34′ 37″ O |              |
| Maison forte                              | Manoir du Broc                                       | Gatteville-le-Phare                   | Inscrit MH (2000) · Notice no PA50000013                                             | 1er quart XVIe siècle                                                                  | 49° 40′ 25″ N, 1° 18′ 14″ O |              |
| Manoir, gentilhommière                    | Manoir des Broches                                   | La Bonneville                         |                                                                                      | XVIe siècle                                                                            | 49° 23′ 54″ N, 1° 27′ 11″ O |              |
| Manoir, gentilhommière                    | Manoir de Brucheville ou manoir des Fontaines        | Brucheville                           |                                                                                      | début XVIIe siècle                                                                     | 49° 22′ 22″ N, 1° 13′ 51″ O |              |
| Maison forte                              | Manoir de Bunehout                                   | Saint-Germain-le-Gaillard             |                                                                                      | fin XVe siècle                                                                         | 49° 28′ 51″ N, 1° 46′ 01″ O |              |
| Maison forte                              | Manoir du But                                        | Saint-Germain-le-Gaillard             | Inscrit MH (1983) · Notice no PA00110571                                             | fin XVIe siècle ou début XVIIe siècle                                                  | 49° 30′ 09″ N, 1° 47′ 57″ O |              |
| Manoir, gentilhommière                    | Manoir de Caillemont                                 | Saint-Georges-de-la-Rivière           |                                                                                      | début XVIIIe siècle                                                                    |                             |              |
| Manoir, gentilhommière                    | Manoir de Camprond                                   | Gorges                                | Inscrit MH (2009) · Notice no PA50000068                                             | XVIIe siècle                                                                           | 49° 15′ 09″ N, 1° 24′ 52″ O |              |
|                                           | Château de Canisy                                    | Canisy                                | Classé MH (1945) · Inscrit MH (1999, 2005) · Notice no PA00110350                    | XVIe siècle                                                                            | 49° 04′ 45″ N, 1° 10′ 15″ O |              |
| Manoir, gentilhommière                    | Manoir de Cantepie                                   | Les Veys                              | Inscrit MH (1988) · Notice no PA00110640                                             | début XVIe siècle                                                                      | 49° 18′ 25″ N, 1° 09′ 44″ O |              |
|                                           | Château de Carantilly                                | Carantilly                            | Classé MH (1978) · Inscrit MH (1978, 1986) · Notice no PA00110351                    | XVIIIe siècle                                                                          | 49° 03′ 58″ N, 1° 14′ 34″ O |              |
| Manoir, gentilhommière                    | Manoir de Carnet                                     | Saint-James                           | Inscrit MH (1990)Notice no PA00110656                                                | XVIe siècle                                                                            | 49° 30′ 48″ N, 1° 20′ 28″ O |              |
| Maison forte · Ruine ou disparu           | Le Câtelet                                           | Beuzeville-la-Bastille                | Notice no IA00001124                                                                 | XIVe siècle                                                                            | 49° 21′ 32″ N, 1° 21′ 36″ O |              |
| Maison forte                              | Maison forte de Carnanville                          | Crasville                             |                                                                                      | fin XVe siècle                                                                         | 49° 33′ 08″ N, 1° 19′ 51″ O |              |
|                                           | Château de Carneville                                | Carneville                            | Classé MH (1975) · Inscrit MH (1975) · Notice no PA00110357                          | XVIIe siècle                                                                           | 49° 39′ 38″ N, 1° 26′ 40″ O |              |
|                                           | Château de Cerisy-la-Salle                           | Cerisy-la-Salle                       | Inscrit MH (1946) · Classé MH (1995) · Notice no PA00110360                          | XVIIe siècle                                                                           | 49° 01′ 19″ N, 1° 17′ 19″ O |              |
|                                           | Château de la Chaize                                 | Les Loges-Marchis                     | Inscrit MH (1978) · Notice no PA00110440                                             | 2e moitié XVe siècle                                                                   | 48° 32′ 26″ N, 1° 03′ 39″ O |              |
| Manoir, gentilhommière                    | Manoir de la Champagne                               | Millières                             | Inscrit MH (1995) · Notice no PA00135510                                             | milieu XVIIe siècle                                                                    | 49° 10′ 17″ N, 1° 27′ 32″ O |              |
| Château fort · Renaissance                | Château de Chanteloup                                | Chanteloup                            | Inscrit MH (1929) · Classé MH (1975) · Notice no PA00110361                          | XIe siècle                                                                             | 48° 53′ 36″ N, 1° 29′ 07″ O |              |
| Manoir, gentilhommière                    | Château de Chantore                                  | Bacilly                               |                                                                                      | XVIe siècle                                                                            |                             |              |
| Maison forte                              | Château de Charuel                                   | Sacey                                 |                                                                                      | XIe siècle                                                                             | 48° 30′ 14″ N, 1° 27′ 32″ O |              |
| Manoir, gentilhommière                    | Le Châtel                                            | Thèreval                              | Inscrit MH (1946) · Notice no PA00110430                                             | Fin XVIe siècle                                                                        | 49° 07′ 29″ N, 1° 11′ 02″ O |              |
|                                           | Château de Chaulieu                                  | Chaulieu                              | Inscrit MH (1973) · Notice no PA00110362                                             | XVIe siècle                                                                            | 48° 45′ 28″ N, 0° 51′ 29″ O |              |
| Château fort · Ruine ou disparu           | Château de Cherbourg                                 | Cherbourg-Octeville                   |                                                                                      | Xe siècle?, détruit                                                                    |                             |              |
|                                           | Château de la Chesnée                                | Rauville-la-Bigot                     |                                                                                      | XVe siècle                                                                             | 49° 30′ 29″ N, 1° 40′ 57″ O |              |
|                                           | Château de Chiffrevast                               | Tamerville                            | Inscrit MH (1993) · Classé MH (1996) · Notice no PA00125306                          | début XVIIe siècle                                                                     | 49° 32′ 13″ N, 1° 29′ 00″ O |              |
|                                           | Château de Chimay                                    | Barneville-Carteret                   |                                                                                      | XXe siècle                                                                             | 49° 21′ 57″ N, 1° 46′ 04″ O |              |
| Maison forte                              | Manoir de Cléville                                   | Le Rozel                              | Inscrit MH (1979) · Notice no PA00110561                                             | seconde moitié XVe siècle                                                              | 49° 29′ 01″ N, 1° 49′ 06″ O |              |
|                                           | Château de Coigny                                    | Montsenelle                           | Classé MH (1978) · Notice no PA00110371                                              | XVIe – XVIIe siècle                                                                    | 49° 19′ 15″ N, 1° 23′ 05″ O |              |
| Manoir, gentilhommière                    | Manoir de la Coquerie                                | Querqueville                          | Inscrit MH (1973) · Notice no PA00110551                                             | XVe siècle?                                                                            | 49° 39′ 36″ N, 1° 41′ 42″ O |              |
| Manoir, gentilhommière                    | Manoir de la Cour                                    | Boutteville                           |                                                                                      | première moitié XVIe siècle                                                            | 49° 23′ 27″ N, 1° 15′ 44″ O |              |
| Manoir, gentilhommière                    | Manoir de la Cour                                    | Éroudeville                           |                                                                                      | XVIe siècle                                                                            | 49° 27′ 60″ N, 1° 23′ 26″ O |              |
| Manoir, gentilhommière                    | Château de la Cour                                   | Étienville                            | Inscrit MH (1975) · Notice no PA00110396                                             | XVIIe siècle                                                                           | 49° 22′ 29″ N, 1° 26′ 04″ O |              |
| Maison forte                              | Manoir de la Cour                                    | Flottemanville                        | Inscrit MH (2008) · Notice no PA50000060                                             | XVe siècle                                                                             | 49° 28′ 21″ N, 1° 26′ 31″ O |              |
| Manoir, gentilhommière                    | Manoir de la Cour                                    | Gonfreville                           | Inscrit MH (1977) · Notice no PA00110410                                             | XVIe siècle                                                                            | 49° 14′ 24″ N, 1° 23′ 34″ O |              |
|                                           | Château de la Cour                                   | La Haye-Bellefond                     |                                                                                      | fin XVIe siècle                                                                        |                             |              |
| Maison forte                              | Manoir de La Cour                                    | Lestre                                |                                                                                      | XVIIe siècle                                                                           | 49° 31′ 21″ N, 1° 18′ 36″ O |              |
| Manoir, gentilhommière                    | Manoir de la Cour                                    | Magneville                            |                                                                                      | XVe siècle                                                                             | 49° 26′ 21″ N, 1° 33′ 08″ O |              |
|                                           | Château de La Cour                                   | Octeville-l'Avenel                    |                                                                                      | XVIIIe siècle                                                                          | 49° 32′ 36″ N, 1° 20′ 58″ O |              |
| Manoir, gentilhommière                    | Manoir de la Cour                                    | Reigneville-Bocage                    | Inscrit MH (1995) · Notice no PA00135511                                             | XVIe siècle                                                                            | 49° 24′ 26″ N, 1° 28′ 29″ O |              |
| Maison forte                              | Manoir de La Cour                                    | Saint-Martin-le-Hébert                | Classé MH (1954) · Inscrit MH (1993) · Notice no PA00110592                          | XIVe siècle                                                                            | 49° 30′ 32″ N, 1° 36′ 42″ O |              |
| Manoir, gentilhommière                    | Manoir de la Cour                                    | Saint-Nicolas-de-Pierrepont           |                                                                                      | XVIe siècle                                                                            | 49° 19′ 45″ N, 1° 35′ 33″ O |              |
| Manoir, gentilhommière                    | Manoir de la Cour d'Audouville                       | Audouville-la-Hubert                  |                                                                                      | XVIe siècle                                                                            | 49° 24′ 33″ N, 1° 14′ 20″ O |              |
| Manoir, gentilhommière                    | Ferme-manoir de la Cour de Soulles                   | Soulles                               |                                                                                      | XVe siècle                                                                             |                             |              |
| Manoir, gentilhommière                    | Manoir de Courcy                                     | Carquebut                             |                                                                                      | XVIIe siècle                                                                           |                             |              |
| Classicisme, classique                    | Château de Courcy                                    | Fontenay-sur-Mer                      | Inscrit MH (1968, 1995) · Notice no PA00110403                                       | XVIIe siècle                                                                           | 49° 29′ 36″ N, 1° 18′ 38″ O |              |
| Maison forte                              | Manoir de Coutainville                               | Agon-Coutainville                     | Inscrit MH (1937) · Notice no PA00110317                                             | fin XVe siècle ou début XVIe siècle                                                    | 49° 03′ 13″ N, 1° 35′ 16″ O |              |
| Maison forte                              | Manoir de la Crasvillerie                            | Réville                               | Inscrit MH (2019) · Notice no PA50000092                                             | XVIe siècle                                                                            | 49° 38′ 16″ N, 1° 15′ 25″ O |              |
| Maison forte                              | Château de Crosville-sur-Douve                       | Crosville-sur-Douve                   | Classé MH (2000) · Notice no PA00110389                                              | XVe siècle                                                                             | 49° 23′ 08″ N, 1° 29′ 02″ O |              |
| Manoir, gentilhommière                    | Manoir du Cul-de-Fer                                 | Flottemanville                        |                                                                                      | XVIe siècle                                                                            | 49° 27′ 44″ N, 1° 27′ 49″ O |              |
| Maison forte                              | Manoir de l'Épine (Maison de Denneville)             | Gatteville-le-Phare                   |                                                                                      | fin XVIe ou début XVIIe siècle                                                         | 49° 40′ 29″ N, 1° 18′ 05″ O |              |
| Manoir, gentilhommière                    | Manoir Desmaires ou des Maires                       | Saint-Sauveur-le-Vicomte              |                                                                                      | XVIe siècle                                                                            | 49° 21′ 50″ N, 1° 31′ 18″ O |              |
| Maison forte                              | Manoir du Dick                                       | Portbail                              | Inscrit MH (1928) · Notice no PA00110548                                             | milieu XVIe siècle                                                                     | 49° 22′ 06″ N, 1° 40′ 00″ O |              |
| Manoir, gentilhommière                    | Manoir de Donville                                   | Méautis                               | Inscrit MH (2011) · Notice no PA50000074                                             | fin XVIIe siècle                                                                       | 49° 17′ 47″ N, 1° 16′ 57″ O |              |
| Maison forte                              | Manoir de la Dubosdière                              | Sainte-Geneviève                      |                                                                                      | av. XVIe siècle                                                                        |                             |              |
| Maison forte                              | Manoir de Dur-Écu                                    | La Hague (Urville-Nacqueville)        | Inscrit MH (1982) · Notice no PA00110624                                             | XIVe siècle                                                                            | 49° 40′ 36″ N, 1° 45′ 22″ O |              |
| Manoir, gentilhommière                    | Manoir d'Escarboville                                | La Pernelle                           |                                                                                      | début XVIe siècle                                                                      | 49° 36′ 38″ N, 1° 17′ 44″ O |              |
| Maison forte                              | Presbytère d'Étienville                              | Étienville                            | Inscrit MH (1975) · Notice no PA00110398                                             | XVe – XVIe siècles                                                                     | 49° 22′ 35″ N, 1° 26′ 04″ O |              |
| Maison forte                              | Manoir de la Faucherie                               | Le Mesnillard                         | Inscrit MH (1989) · Notice no PA00110651                                             | XVIe siècle                                                                            | 48° 37′ 37″ N, 1° 05′ 08″ O |              |
| Manoir, gentilhommière                    | Manoir de la Ferrière                                | Foucarville                           |                                                                                      | XVIe siècle                                                                            | 49° 26′ 54″ N, 1° 15′ 15″ O |              |
|                                           | La Feuvrerie                                         | Clitourps                             |                                                                                      | XVIe siècle                                                                            |                             |              |
|                                           | Château de Flamanville                               | Flamanville                           | Inscrit MH (1930) · Notice no PA00110400                                             | XVIIe siècle                                                                           | 49° 31′ 37″ N, 1° 52′ 13″ O |              |
| Manoir, gentilhommière                    | Manoir des Fols                                      | Baudreville                           |                                                                                      | XIVe siècle                                                                            | 49° 18′ 50″ N, 1° 37′ 32″ O |              |
| Maison forte                              | Manoir de Fontenay                                   | Clitourps                             | Inscrit MH (1990) · Notice no PA00110657                                             | fin XVIe siècle                                                                        | 49° 39′ 36″ N, 1° 21′ 27″ O |              |
| Ruine ou disparu                          | Château de Fontenay                                  | Saint-Marcouf                         |                                                                                      | XVIIIe siècle                                                                          | 49° 28′ 38″ N, 1° 19′ 11″ O |              |
|                                           | Château de Fourneville                               | La Hague                              |                                                                                      |                                                                                        |                             |              |
| Maison forte                              | Manoir de Franquetot                                 | Carquebut                             | Inscrit MH (1995) · Notice no PA00135506 · Notice no IA00001150                      | XVe siècle                                                                             | 49° 22′ 33″ N, 1° 18′ 03″ O |              |
|                                           | Château de Franquetot                                | Montsenelle                           | Inscrit MH (1968) · Notice no PA00110370                                             | XVIIIe siècle                                                                          | 49° 19′ 56″ N, 1° 23′ 34″ O |              |
|                                           | Château de Franqueville                              | Fontenay-sur-Mer                      | Inscrit MH (1970) · Notice no PA00110404                                             | XVIIe siècle XIXe siècle                                                               | 49° 29′ 53″ N, 1° 18′ 58″ O |              |
| Néo-classique                             | Château des Fresnais                                 | Saint-Sauveur-le-Vicomte              |                                                                                      | XIXe siècle                                                                            |                             |              |
| Renaissance                               | Château des Galleries                                | Bricquebec                            | Inscrit MH (1958) · Notice no PA00110345 · Notice no IA50000052                      | première moitié XVIe siècle                                                            | 49° 28′ 18″ N, 1° 38′ 03″ O |              |
|                                           | Château de Ganne                                     | La Haye-Pesnel                        |                                                                                      | XIe siècle                                                                             |                             |              |
| Maison forte                              | Manoir de Garnetot                                   | Rauville-la-Place                     | Inscrit MH (1979)                                                                    | XVe siècle                                                                             | 49° 22′ 52″ N, 1° 30′ 28″ O |              |
| Manoir, gentilhommière                    | Manoir de Gatteville                                 | Gatteville-le-Phare                   |                                                                                      | XVIe siècle                                                                            | 49° 41′ 02″ N, 1° 16′ 52″ O |              |
| Manoir, gentilhommière                    | Manoir de la Gauguinerie                             | Doville                               |                                                                                      | XVIe siècle                                                                            | 49° 19′ 53″ N, 1° 32′ 06″ O |              |
| Château fort · Ruine ou disparu           | Château de Gavray                                    | Gavray-sur-Sienne                     |                                                                                      | XIe siècle                                                                             | 48° 54′ 21″ N, 1° 20′ 58″ O |              |
|                                           | Château de la Germonière                             | Le Vast                               | Inscrit MH (2008) · Notice no PA50000059                                             | XIXe siècle                                                                            | 49° 37′ 16″ N, 1° 21′ 32″ O |              |
| Manoir, gentilhommière                    | Manoir de la Gioterie                                | Tréauville                            |                                                                                      | XVIe siècle                                                                            | 49° 31′ 39″ N, 1° 48′ 47″ O |              |
| Manoir, gentilhommière                    | Manoir de Golleville                                 | Golleville                            |                                                                                      | XVIe siècle                                                                            | 49° 26′ 39″ N, 1° 31′ 09″ O |              |
| Manoir, gentilhommière                    | Manoir de Gonneville                                 | Blainville-sur-Mer                    | Inscrit MH (2005)                                                                    | XVe siècle                                                                             | 49° 04′ 15″ N, 1° 35′ 06″ O |              |
|                                           | Château de Gonneville                                | Gonneville                            | Inscrit MH (1972) · Notice no PA00110411                                             | XIVe siècle                                                                            | 49° 38′ 18″ N, 1° 28′ 01″ O |              |
| Maison forte                              | Manoir de Gonneville                                 | Saint-Jacques-de-Néhou                | Inscrit MH (1977) · Notice no PA00110576                                             | XVIe siècle ou début XVIIe siècle                                                      | 49° 26′ 15″ N, 1° 38′ 27″ O |              |
| Manoir, gentilhommière                    | Château de la Gonnivière                             | Carentan-les-Marais                   |                                                                                      | XVIIe siècle                                                                           | 49° 18′ 16″ N, 1° 10′ 25″ O |              |
| Manoir, gentilhommière                    | Manoir de Gouberville                                | Vicq-sur-Mer (Gouberville)            |                                                                                      | XVe siècle Détruit                                                                     | 49° 41′ 03″ N, 1° 19′ 19″ O |              |
| Manoir, gentilhommière                    | Le petit château de Gourbesville                     | Gourbesville                          | Notice no IA00001176                                                                 | XVe siècle                                                                             | 49° 25′ 19″ N, 1° 24′ 39″ O |              |
| Manoir, gentilhommière                    | Manoir de Graffard                                   | Barneville-Carteret                   | Inscrit MH (1995) · Notice no PA00135505                                             | XVIe siècle                                                                            | 49° 23′ 18″ N, 1° 44′ 41″ O |              |
|                                           | Château de Grainteville                              | Clitourps                             |                                                                                      | XVIe siècle ?                                                                          | 49° 39′ 18″ N, 1° 21′ 57″ O |              |
|                                           | Château de Grainville                                | Granville                             | Classé MH (1957) · Inscrit MH (1980)                                                 | XVe siècle                                                                             | 48° 49′ 48″ N, 1° 33′ 57″ O |              |
| Maison forte                              | Le Grand Manoir                                      | Vicq-sur-Mer                          |                                                                                      | XIIe siècle                                                                            | 49° 41′ 34″ N, 1° 24′ 23″ O |              |
| Maison forte                              | Manoir du Grand Taute                                | Saint-Sauveur-Lendelin                | Inscrit MH (1975, 1993) · Notice no PA00110601                                       | fin XVIe siècle                                                                        | 49° 07′ 00″ N, 1° 22′ 31″ O |              |
| Manoir, gentilhommière                    | La Grande Maison                                     | Saussemesnil                          |                                                                                      | fin XVIIe siècle                                                                       | 49° 34′ 08″ N, 1° 27′ 17″ O |              |
|                                           | Château de Grandval                                  | Neuville-au-Plain                     | Inscrit MH (1993) · Notice no PA00125301 · Notice no IA00001197                      | 1re moitié XVIIe siècle                                                                | 49° 25′ 48″ N, 1° 19′ 50″ O |              |
| Maison forte                              | Château de Gratot                                    | Gratot                                | Classé MH (1970) · Notice no PA00110422                                              | XIIIe siècle                                                                           | 49° 04′ 05″ N, 1° 29′ 24″ O |              |
| Manoir, gentilhommière                    | Manoir de Grattechef                                 | Lessay                                |                                                                                      | XIVe siècle                                                                            | 49° 14′ 59″ N, 1° 34′ 25″ O |              |
| Manoir, gentilhommière                    | Pavillon de Grenneville                              | Crasville                             | Inscrit MH (1994) · Notice no PA00132895                                             | fin XVe siècle ou début XVIe siècle                                                    | 49° 33′ 21″ N, 1° 19′ 04″ O |              |
| Manoir, gentilhommière                    | Manoir de la Guerrie                                 | Saint-Patrice-de-Claids               |                                                                                      | XVIe siècle                                                                            | 49° 13′ 57″ N, 1° 25′ 56″ O |              |
| Manoir, gentilhommière                    | Manoir de Haubourg                                   | Carentan-les-Marais                   | Inscrit MH (1986) · Notice no PA00110565                                             | XVIIe siècle                                                                           | 49° 19′ 54″ N, 1° 17′ 03″ O |              |
| Manoir, gentilhommière                    | Manoir d'Haudienville                                | Sainte-Marie-du-Mont                  | Notice no IA00001244                                                                 | XVIe et XVIIIe siècles                                                                 | 49° 23′ 42″ N, 1° 12′ 02″ O |              |
| Manoir, gentilhommière                    | Manoir de la Haule                                   | Picauville                            |                                                                                      | fin XVIe, début XVIIe                                                                  | 49° 23′ 34″ N, 1° 23′ 39″ O |              |
| Château fort · Ruine ou disparu           | Château de La Haye-du-Puits                          | La Haye-du-Puits                      | Classé MH (1840) · Notice no PA00110428                                              | XIe siècle                                                                             | 49° 17′ 37″ N, 1° 32′ 40″ O |              |
| Manoir, gentilhommière                    | Manoir d'Héauville                                   | Héauville                             | Inscrit MH (1976) · Notice no PA00110429                                             | XVIe siècle                                                                            | 49° 34′ 29″ N, 1° 47′ 37″ O |              |
|                                           | Prieuré d'Héauville                                  | Héauville                             |                                                                                      | XIe siècle                                                                             |                             |              |
|                                           | Château d'Hémevez                                    | Hémevez                               |                                                                                      | XIXe siècle                                                                            | 49° 27′ 28″ N, 1° 25′ 56″ O |              |
| Manoir, gentilhommière                    | Manoir de Herclat                                    | Néville-sur-Mer                       | Inscrit MH (1975) · Notice no PA00110526                                             | XVIe, XVIIe siècle                                                                     | 49° 41′ 00″ N, 1° 20′ 20″ O |              |
| Maison forte                              | Manoir d'Hérenguerville                              | Hérenguerville                        |                                                                                      | XIIe siècle                                                                            | 48° 58′ 36″ N, 1° 29′ 41″ O |              |
| Manoir, gentilhommière                    | Manoir du Houguet                                    | Réville                               |                                                                                      | XVIe siècle                                                                            | 49° 37′ 41″ N, 1° 14′ 49″ O |              |
| Maison forte                              | Manoir de la Houssairie                              | Tréauville                            |                                                                                      | 4e quart XVe siècle                                                                    | 49° 32′ 12″ N, 1° 50′ 09″ O |              |
| Manoir, gentilhommière                    | Manoir de la Houssaye                                | Sainte-Marie-du-Mont                  | Notice no IA00001245                                                                 | XVIIe siècle                                                                           | 49° 24′ 03″ N, 1° 12′ 14″ O |              |
| Manoir, gentilhommière                    | Manoir de la Hurie                                   | Saint-Nicolas-de-Pierrepont           |                                                                                      | XVIe siècle                                                                            | 49° 18′ 38″ N, 1° 35′ 40″ O |              |
| Maison forte                              | Manoir d'Inthéville                                  | Fermanville                           | Inscrit MH (2002) · Notice no PA50000023                                             | fin XVe siècle                                                                         | 49° 41′ 18″ N, 1° 26′ 15″ O |              |
|                                           | Château de l'Isle-Marie                              | Picauville                            | Inscrit MH (2001) · Notice no PA50000020)                                            | fin XVIIe siècle                                                                       | 49° 22′ 05″ N, 1° 21′ 34″ O |              |
| Château fort                              | Château de l'Islet (Château de Sainte-Marie-du-Mont) | Sainte-Marie-du-Mont                  | Inscrit MH (1984) · Notice no PA00110590 · Notice no IA00001238                      | XVIe – XVIIe siècle                                                                    | 49° 22′ 41″ N, 1° 13′ 24″ O |              |
| Style Second Empire                       | Château de Janville                                  | Vicq-sur-Mer (Gouberville)            |                                                                                      | XIXe siècle                                                                            | 49° 41′ 03″ N, 1° 19′ 19″ O |              |
| Néo-gothique                              | Château du Lude                                      | Saint-Sauveur-le-Vicomte              |                                                                                      | XIXe siècle                                                                            | 49° 24′ 23″ N, 1° 31′ 58″ O |              |
| Manoir, gentilhommière                    | Manoir de la Madeleine                               | Beaumont-Hague                        | Inscrit MH (2003) · Notice no PA50000026                                             | XVIe siècle                                                                            | 49° 40′ 02″ N, 1° 49′ 54″ O |              |
|                                           | Château des Magneville                               | La Haye-du-Puits                      |                                                                                      | XVIe siècle                                                                            | 49° 17′ 35″ N, 1° 32′ 43″ O |              |
| Manoir, gentilhommière                    | Manoir des Marais                                    | Hyenville                             | Inscrit MH (1975) · Notice no PA00110433                                             | XVe – XVIe siècle                                                                      | 48° 59′ 07″ N, 1° 29′ 21″ O |              |
| Maison forte                              | Manoir du Marais                                     | Valcanville                           |                                                                                      | XVIe et XVIIe siècles                                                                  | 49° 38′ 50″ N, 1° 19′ 04″ O |              |
| Manoir, gentilhommière                    | Manoir de Mardelle                                   | Sainte-Marie-du-Mont                  | Notice no IA00001248                                                                 | XVIe et XIXe siècles                                                                   | 49° 22′ 59″ N, 1° 14′ 55″ O |              |
|                                           | Château de la Mare                                   | Cavigny                               | Inscrit MH (1944) · Notice no PA00110358                                             | XVIe siècle                                                                            | 49° 11′ 36″ N, 1° 08′ 24″ O |              |
|                                           | Château de la Mare                                   | Jullouville                           |                                                                                      | fin XIXe siècle                                                                        |                             |              |
| Maison forte                              | Château de Mariéville                                | Sainte-Mère-Église                    | Inscrit MH (2005) · Notice no PA50000035 · Notice no IA00001116                      | XVe siècle                                                                             | 49° 25′ 50″ N, 1° 16′ 56″ O |              |
|                                           | Château de Martinvast                                | Martinvast                            | Inscrit MH (1976, 1992) · Notice no PA00110448                                       | XVIe siècle                                                                            | 49° 35′ 22″ N, 1° 39′ 31″ O |              |
|                                           | Château des Matignon                                 | Torigny-les-Villes (Torigni-sur-Vire) | Classé MH (1840) · Notice no PA00110620                                              | XVIe siècle                                                                            | 49° 02′ 02″ N, 0° 58′ 44″ O |              |
| Manoir, gentilhommière                    | Manoir de Maupertus                                  | Maupertus-sur-Mer                     | Inscrit MH (1978) · Notice no PA00110450                                             | XVe – XVIe siècle                                                                      | 49° 39′ 31″ N, 1° 28′ 59″ O |              |
| Château fort · Ruine ou disparu           | Château Le Mesnil-au-Val                             | Le Mesnil-au-Val                      |                                                                                      | XVe siècle                                                                             |                             |              |
| Maison forte                              | Manoir du Mesnil-Vitey                               | Airel                                 | Inscrit MH (1949) · Notice no PA00110318                                             | 4e quart XVe siècle                                                                    | 49° 13′ 10″ N, 1° 04′ 54″ O |              |
| Manoir, gentilhommière                    | Château du Mesnildot                                 | Le Ham                                |                                                                                      | XVIIe siècle                                                                           | 49° 27′ 05″ N, 1° 25′ 03″ O |              |
| Manoir, gentilhommière                    | Manoir de Mesnilgrand                                | Yvetot-Bocage                         |                                                                                      |                                                                                        | 49° 29′ 59″ N, 1° 30′ 06″ O |              |
|                                           | Château de Méterville                                | Gorges                                | Notice no IA50000450                                                                 | XVIe siècle                                                                            | 49° 15′ 14″ N, 1° 23′ 22″ O |              |
| Manoir, gentilhommière                    | Manoir de Métot                                      | Tréauville                            | Inscrit MH (1975) · Notice no PA00110622                                             | XVIIe siècle                                                                           | 49° 32′ 48″ N, 1° 51′ 28″ O |              |
| Château fort · Ruine ou disparu           | Château de Montfort                                  | Remilly-sur-Lozon                     | Inscrit MH (1978) · Notice no PA00110558                                             | fin XVe siècle                                                                         | 49° 11′ 30″ N, 1° 16′ 14″ O |              |
|                                           | Château des Montgommery                              | Ducey-Les Chéris                      | Classé MH (1923) · Inscrit MH (1990) · Notice no PA00110393                          | XVIIe siècle                                                                           | 48° 37′ 14″ N, 1° 17′ 39″ O |              |
| Manoir, gentilhommière                    | Logis de Montgothier                                 | Isigny-le-Buat                        | Inscrit MH (1977) · Notice no PA00110435                                             | XVIIIe siècle                                                                          | 48° 38′ 20″ N, 1° 12′ 23″ O |              |
| Maison forte                              | Manoir de La Motte                                   | Angoville-sur-Ay                      |                                                                                      | XVIe siècle                                                                            | 49° 15′ 29″ N, 1° 33′ 16″ O |              |
| Manoir, gentilhommière                    | Manoir de la Moynerie anc. prieuré de la Lande       | Picauville                            | Notice no IA00001100                                                                 | XVe siècle                                                                             | 49° 24′ 07″ N, 1° 24′ 54″ O |              |
| Maison forte                              | Château de Nacqueville                               | La Hague (Urville-Nacqueville)        | Inscrit MH (1944, 1992) · Notice no PA00110623                                       | début XVIe siècle                                                                      | 49° 39′ 44″ N, 1° 43′ 23″ O |              |
| Forteresse, fort(ification)               | Fort de Nacqueville                                  | La Hague                              |                                                                                      |                                                                                        | 49° 40′ 48″ N, 1° 43′ 17″ O |              |
| Manoir, gentilhommière                    | Manoir de la Navette                                 | Flottemanville                        |                                                                                      | XVIe siècle                                                                            |                             |              |
| Château fort                              | Château de Néhou                                     | Néhou                                 |                                                                                      | début Xe siècle                                                                        | 49° 25′ 12″ N, 1° 31′ 45″ O |              |
|                                           | Château d'Olonde                                     | Canville-la-Rocque                    | Inscrit MH (2000) · Notice no PA50000011                                             | XVe siècle                                                                             | 49° 20′ 38″ N, 1° 39′ 02″ O |              |
|                                           | Château d'Omonville-la-Folliot                       | Denneville                            |                                                                                      | XVIe siècle                                                                            | 49° 19′ 45″ N, 1° 39′ 36″ O |              |
| Maison forte                              | Manoir d'Ourville                                    | La Pernelle                           | Inscrit MH (1975) · Notice no PA00110535                                             | 2e moitié XVIe siècle                                                                  | 49° 36′ 51″ N, 1° 19′ 21″ O |              |
|                                           | Château de la Paluelle                               | Saint-James                           | Inscrit MH (1967) · Notice no PA00110577                                             | XVIIe siècle                                                                           | 48° 31′ 32″ N, 1° 18′ 55″ O |              |
| Maison forte                              | Manoir du Parc                                       | Saint-Lô-d'Ourville                   | Inscrit MH (2000) · Notice no PA50000016                                             | fin XVe siècle ou début XVIe siècle                                                    | 49° 21′ 02″ N, 1° 39′ 06″ O |              |
|                                           | Château de Parigny                                   | Parigny                               | Inscrit MH (1976) · Notice no PA00110532                                             | XVe – XIXe siècle                                                                      | 48° 35′ 32″ N, 1° 04′ 46″ O |              |
|                                           | Château de Pépinvast                                 | Le Vicel                              | Inscrit MH (1992) · Notice no PA00110677                                             | XVIIIe siècle                                                                          | 49° 37′ 35″ N, 1° 20′ 07″ O |              |
|                                           | Prieuré de Picauville                                | Picauville                            |                                                                                      |                                                                                        |                             |              |
| Château fort · Ruine ou disparu           | Château de Pirou                                     | Pirou                                 | Inscrit MH (1968) · Notice no PA00110540                                             | XIIe siècle                                                                            | 49° 09′ 41″ N, 1° 34′ 25″ O |              |
| Maison forte                              | Château de Plain-Marais                              | Beuzeville-la-Bastille                | Inscrit MH (1975, 1998) · Notice no PA00110338 · Notice no IA50000234                | XVe ou XVIe siècle                                                                     | 49° 21′ 11″ N, 1° 22′ 20″ O |              |
| Manoir, gentilhommière                    | Manoir du Plessis                                    | Saussey                               |                                                                                      | XVIIe siècle                                                                           | 49° 00′ 29″ N, 1° 25′ 23″ O |              |
| Motte castrale ou féodale                 | Motte du Plessis-Lastelle                            | Le Plessis-Lastelle                   |                                                                                      | XIe siècle                                                                             | 49° 16′ 43″ N, 1° 25′ 20″ O |              |
|                                           | Château de Pont-Rilly                                | Négreville                            | Inscrit MH (1985) · Notice no PA00110523                                             | XVIIIe siècle                                                                          | 49° 30′ 48″ N, 1° 32′ 29″ O |              |
| Manoir, gentilhommière                    | Manoir de Potrel                                     | Dragey-Ronthon                        | Inscrit MH (1933, 1990) · Notice no PA00110392                                       | 3e quart XVIIe siècle                                                                  | 48° 42′ 42″ N, 1° 30′ 14″ O |              |
|                                           | Château de Prétot                                    | Prétot-Sainte-Suzanne                 |                                                                                      | XVIe siècle                                                                            | 49° 19′ 20″ N, 1° 25′ 52″ O |              |
| Manoir, gentilhommière                    | Château de Querqueville                              | Querqueville                          |                                                                                      | XVIIIe siècle                                                                          | 49° 39′ 39″ N, 1° 42′ 02″ O |              |
| Manoir, gentilhommière                    | Manoir de Quettreville                               | Quettreville-sur-Sienne               | Inscrit MH (2016) · Notice no PA50000087                                             | XVIe – XVIIIe siècle                                                                   | 48° 58′ 43″ N, 1° 28′ 43″ O |              |
|                                           | Château de Quinéville                                | Quinéville                            |                                                                                      | XVIIIe siècle                                                                          | 49° 30′ 37″ N, 1° 17′ 49″ O |              |
| Manoir, gentilhommière                    | Manoir de Rampan                                     | Carentan-les-Marais                   | Inscrit MH (1995) · Notice no PA00135512                                             | XVIe – XVIIe siècle                                                                    | 49° 19′ 48″ N, 1° 16′ 52″ O |              |
|                                           | Château des Ravalet (Château de Tourlaville)         | Tourlaville                           | Classé MH (1996) · Notice no PA00110621                                              | XVIe siècle                                                                            | 49° 37′ 47″ N, 1° 34′ 00″ O |              |
|                                           | Château de Ravenoville                               | Ravenoville                           |                                                                                      | XVIIe siècle, détruit                                                                  | 49° 27′ 16″ N, 1° 16′ 19″ O |              |
| Manoir, gentilhommière                    | Manoir des Réaux                                     | Cambernon                             | Inscrit MH (1989) · Notice no PA00110647                                             | XVIe siècle                                                                            | 49° 05′ 53″ N, 1° 23′ 27″ O |              |
| Château fort · Ruine ou disparu           | Château de Regnéville                                | Regnéville-sur-Mer                    | Inscrit MH (1989) · Classé MH (1991) · Notice no PA00110652                          | XIIe siècle                                                                            | 49° 00′ 27″ N, 1° 33′ 11″ O |              |
|                                           | Château de Réville                                   | Réville                               | Inscrit MH (1975) · Notice no PA50000004                                             | XVIe et XVIIIe siècles                                                                 | 49° 37′ 07″ N, 1° 15′ 37″ O |              |
| Château fort · Ruine ou disparu           | Château de la Rivière                                | Saint-Fromond                         |                                                                                      | XIIIe siècle                                                                           | 49° 14′ 42″ N, 1° 06′ 56″ O |              |
| Manoir, gentilhommière                    | Manoir de la Rivière                                 | Sainte-Marie-du-Mont                  | Notice no IA00001249                                                                 | XVIe et VIIIe siècles                                                                  | 49° 24′ 22″ N, 1° 12′ 55″ O |              |
| Château fort                              | Château de la Roche-Tesson                           | La Colombe                            |                                                                                      | XIe siècle                                                                             |                             |              |
|                                           | Château de Rochemont                                 | Saussemesnil                          |                                                                                      |                                                                                        |                             |              |
|                                           | Château de la Roque                                  | Thèreval                              | Inscrit MH (1946) · Notice no PA00110431                                             | XVIe siècle                                                                            | 49° 08′ 09″ N, 1° 10′ 53″ O |              |
| Manoir, gentilhommière                    | Manoir de Rotot                                      | Morville                              |                                                                                      | XVIe siècle                                                                            | 49° 28′ 20″ N, 1° 30′ 30″ O |              |
| Manoir, gentilhommière                    | Château des Rousselières                             | Brucheville                           |                                                                                      | XVIIe siècle                                                                           | 49° 22′ 22″ N, 1° 12′ 51″ O |              |
| Maison forte                              | Manoir du Rozel                                      | Le Rozel                              | Inscrit MH (2005) · Notice no PA50000037                                             | XVIe siècle                                                                            | 49° 29′ 24″ N, 1° 49′ 40″ O |              |
|                                           | Château des Ruettes                                  | Blainville-sur-Mer                    |                                                                                      | XIXe siècle                                                                            |                             |              |
| Maison forte · Ruine ou disparu           | Château de Saint-Germain-sur-Sèves                   | Saint-Germain-sur-Sèves               | Inscrit MH (1950) · Notice no PA00110573                                             | fin XVe siècle ou début XVIe siècle                                                    | 49° 13′ 54″ N, 1° 21′ 59″ O |              |
| Château fort · Ruine ou disparu           | Château de Saint-James                               | Saint-James                           |                                                                                      | XIe – XIIe siècle, détruit                                                             | 48° 31′ 18″ N, 1° 19′ 35″ O |              |
| Manoir, gentilhommière                    | Manoir de Saint-Marcouf                              | Pierreville                           | Inscrit MH (1964) · Notice no PA00110539                                             | XVIIe siècle                                                                           | 49° 28′ 21″ N, 1° 46′ 18″ O |              |
| Manoir, gentilhommière                    | Manoir de Saint-Ortaire                              | Le Dézert                             | Inscrit MH (2014) · Notice no PA50000027                                             | XVe siècle                                                                             | 49° 11′ 38″ N, 1° 10′ 21″ O |              |
| Château fort · Ruine ou disparu           | Château de Saint-Pair                                | Saint-Pair-sur-Mer                    |                                                                                      | Xe siècle, aucun vestige                                                               |                             |              |
|                                           | Château de Saint-Pierre-de-Semilly                   | Saint-Pierre-de-Semilly               | Inscrit MH (1944) · Notice no PA00110596                                             | XVIe siècle                                                                            | 49° 07′ 18″ N, 1° 00′ 14″ O |              |
|                                           | Château de Saint-Pierre-Église                       | Saint-Pierre-Église                   | Inscrit MH (1930, 1970) · Notice no PA00110598                                       | XVIIe siècle                                                                           | 49° 40′ 05″ N, 1° 24′ 40″ O |              |
|                                           | Château de Saint-Quentin-d'Elle                      | Bérigny                               | Inscrit MH (1975, 1993) · Notice no PA00110335                                       | XVIIIe siècle                                                                          | 49° 09′ 07″ N, 0° 56′ 50″ O |              |
| Château fort · Ruine ou disparu           | Château de Saint-Sauveur-le-Vicomte                  | Saint-Sauveur-le-Vicomte              | Classé MH (1840) · Notice no PA00110603                                              | fin Xe ou début XIe siècle                                                             | 49° 23′ 11″ N, 1° 31′ 41″ O |              |
|                                           | Château de Saint-Symphorien-des-Monts                | Saint-Symphorien-des-Monts            | Inscrit MH (2000, 2005) · Notice no PA50000017                                       |                                                                                        | 48° 32′ 36″ N, 1° 00′ 02″ O |              |
| Maison forte                              | Château de Sainte-Marie                              | Agneaux                               | Inscrit MH (1946, 1794) · Notice no PA00110316                                       | XIIIe siècle remaniée aux XVIe et XVIIe siècles                                        | 49° 07′ 13″ N, 1° 07′ 13″ O |              |
|                                           | Château de Sainte-Suzanne                            | Prétot-Sainte-Suzanne                 |                                                                                      | XVIIIe siècle                                                                          | 49° 18′ 28″ N, 1° 26′ 00″ O |              |
|                                           | Manoir de la Sainte-Yverie                           | Tamerville                            | Inscrit MH (1986) · Notice no PA00110617                                             | XVIe siècle                                                                            | 49° 33′ 33″ N, 1° 27′ 01″ O |              |
| Manoir, gentilhommière                    | Manoir de Saussey                                    | Saussey                               |                                                                                      | XVIIe siècle                                                                           | 49° 00′ 35″ N, 1° 25′ 54″ O |              |
|                                           | Château de Sébeville                                 | Sébeville                             | Inscrit MH (1979) · Classé MH (1979) · Notice no PA00110386 · Notice no IA00001266   | XVIe siècle                                                                            | 49° 23′ 12″ N, 1° 17′ 24″ O |              |
|                                           | Château de la Sémondière                             | Brécey                                |                                                                                      | fin XVIe siècle                                                                        | 48° 43′ 53″ N, 1° 10′ 40″ O |              |
| Manoir, gentilhommière                    | Château de Servigny                                  | Yvetot-Bocage                         | Inscrit MH (1979) · Notice no PA00110644                                             | XVIIe siècle                                                                           | 49° 29′ 52″ N, 1° 29′ 50″ O |              |
| Manoir, gentilhommière                    | La Maison de Sigosville                              | Le Ham                                |                                                                                      | XVIe siècle                                                                            | 49° 26′ 50″ N, 1° 24′ 28″ O |              |
|                                           | Château de Sotteville                                | Sotteville                            | Inscrit MH (1964, 2000, 2002) · Classé MH (2002) · Notice no PA00110615              | fin XVIe siècle ou début XVIIe siècle                                                  | 49° 32′ 50″ N, 1° 45′ 26″ O |              |
| Manoir, gentilhommière                    | Manoir de Surville                                   | Ravenoville                           |                                                                                      | début XVIe siècle                                                                      | 49° 27′ 42″ N, 1° 16′ 29″ O |              |
| Maison forte                              | La Maison de Theurtheville                           | Teurthéville-Bocage                   |                                                                                      | XVIIIe siècle                                                                          |                             |              |
|                                           | Château de Tocqueville                               | Tocqueville                           | Inscrit MH (1955, 1965, 1993, 2000) · Classé MH (1979) · Notice no PA00110618        | fin XVIe siècle                                                                        | 49° 40′ 01″ N, 1° 19′ 46″ O |              |
| Classicisme, classique                    | Château de Torigni-sur-Vire                          | Torigny-les-Villes (Torigni-sur-Vire) | « Photo », notice no AP07R06964                                                      | Hôtel de Ville                                                                         | 49° 02′ 03″ N, 0° 58′ 44″ O |              |
| Manoir, gentilhommière                    | Manoir des Tourelles                                 | Gatteville-le-Phare                   |                                                                                      | XVIIe siècle                                                                           | 49° 40′ 23″ N, 1° 17′ 59″ O |              |
| Manoir, gentilhommière                    | Manoir des Tourelles                                 | Grosville                             | Inscrit MH (1975) · Notice no PA00110425                                             | XVIIe siècle                                                                           | 49° 30′ 36″ N, 1° 44′ 29″ O |              |
| Manoir, gentilhommière                    | Manoir du Tourp                                      | La Hague                              |                                                                                      |                                                                                        | 49° 41′ 14″ N, 1° 50′ 14″ O |              |
|                                           | Château du Tourps                                    | Anneville-en-Saire                    | Inscrit MH (2005) · Notice no PA50000034                                             | XVIIIe siècle                                                                          | 49° 38′ 35″ N, 1° 16′ 13″ O |              |
| Motte castrale ou féodale                 | Motte castrale de Tourville                          | Lestre                                |                                                                                      |                                                                                        | 49° 31′ 17″ N, 1° 20′ 00″ O |              |
| Manoir, gentilhommière                    | Château de Tourville                                 | Lestre                                | Inscrit MH (2006) · Notice no PA50000053                                             | XVIIIe siècle                                                                          | 49° 31′ 07″ N, 1° 19′ 45″ O |              |
| Manoir, gentilhommière                    | Manoir de Toutfresville                              | Vasteville                            | Inscrit MH (1980) · Notice no PA00110634                                             | fin XVIe siècle ou début XVIIe siècle                                                  | 49° 35′ 27″ N, 1° 48′ 01″ O |              |
| Manoir, gentilhommière                    | Manoir de Tréauville                                 | Tréauville                            |                                                                                      | XVIe siècle                                                                            | 49° 32′ 26″ N, 1° 50′ 13″ O |              |
| Manoir, gentilhommière                    | Manoir d'Urville                                     | Urville                               | Inscrit MH (1997) · Notice no PA50000006                                             | tout début XVIe siècle                                                                 | 49° 27′ 10″ N, 1° 26′ 23″ O |              |
| Manoir, gentilhommière                    | Manoir de La Vacquerie                               | Teurthéville-Bocage                   |                                                                                      |                                                                                        | 49° 36′ 07″ N, 1° 24′ 13″ O |              |
| Maison forte                              | Manoir de Vains                                      | Picauville                            |                                                                                      | XVIe siècle                                                                            | 49° 23′ 46″ N, 1° 23′ 38″ O |              |
| Manoir, gentilhommière                    | Manoir du Val                                        | Brix                                  |                                                                                      | XVIe siècle                                                                            | 49° 32′ 44″ N, 1° 36′ 01″ O |              |
| Classicisme, classique · Ruine ou disparu | Château du Val                                       | Chef-du-Pont                          |                                                                                      | XVIIIe siècle                                                                          | 49° 22′ 58″ N, 1° 21′ 10″ O |              |
| Commanderie                               | Commanderie de Valcanville                           | Valcanville                           |                                                                                      | XIIe siècle ?                                                                          | 49° 38′ 38″ N, 1° 19′ 42″ O |              |
| Manoir, gentilhommière                    | Manoir de la Valette                                 | Tocqueville                           |                                                                                      | XVIIe siècle                                                                           | 49° 40′ 05″ N, 1° 19′ 18″ O |              |
| Château fort · Ruine ou disparu           | Château de Valognes                                  | Valognes                              | Inscrit MH (1937) · Notice no PA00110626                                             | XIe siècle, détruit                                                                    | 49° 30′ 28″ N, 1° 28′ 13″ O |              |
|                                           | Château de Vassy                                     | Brécey                                | Classé MH (2000) · Notice no PA50000008                                              | XVIIe siècle                                                                           | 48° 42′ 33″ N, 1° 10′ 14″ O |              |
| Maison forte                              | Château de la Vaucelle                               | Saint-Lô                              | Inscrit MH (1975) · Notice no PA00110581                                             | XIVe siècle                                                                            | 49° 06′ 41″ N, 1° 06′ 26″ O |              |
|                                           | Manoir de Vaudreville                                | Vaudreville                           |                                                                                      | XVIe siècle                                                                            | 49° 31′ 09″ N, 1° 21′ 42″ O |              |
| Maison forte                              | Manoir de Vauville                                   | Fresville                             |                                                                                      | fin XVe siècle                                                                         | 49° 25′ 60″ N, 1° 22′ 03″ O |              |
| Maison forte                              | Manoir de Vauville (Château de Vauville)             | La Hague (Vauville)                   | Inscrit MH (1972) · Notice no PA00110636                                             | XIIe siècle XVIIe siècle                                                               | 49° 38′ 08″ N, 1° 50′ 43″ O |              |
| Manoir, gentilhommière                    | Manoir de la Vieille Roquelle                        | Saint-Jacques-de-Néhou                |                                                                                      | XVIe – XVIIe siècle                                                                    | 49° 24′ 22″ N, 1° 37′ 58″ O |              |
| Manoir, gentilhommière                    | Manoir de la Vienville                               | Sainte-Marie-du-Mont                  | Notice no IA00001250                                                                 | XVIIe et XIXe siècles                                                                  | 49° 23′ 51″ N, 1° 12′ 10″ O |              |
|                                           | Château de Vierville                                 | Vierville                             | Inscrit MH (1997) · Notice no PA50000007                                             | XVIIIe siècle                                                                          | 49° 21′ 31″ N, 1° 14′ 45″ O |              |